# Storfallet
Der Storfallet (norwegisch für Großer Hang) ist ein großer und zum Beispiel in der Brestupet sehr steiler Gletscherhang im Südosten der antarktischen Peter-I.-Insel. Er verläuft vom Lars Christensentoppen in südöstlicher Richtung zwischen dem Vestryggen und dem Austryggen bis zur Wostok-Küste.
Wissenschaftler des Norwegischen Polarinstituts benannten ihn 1987.